# Matthias Ulmer

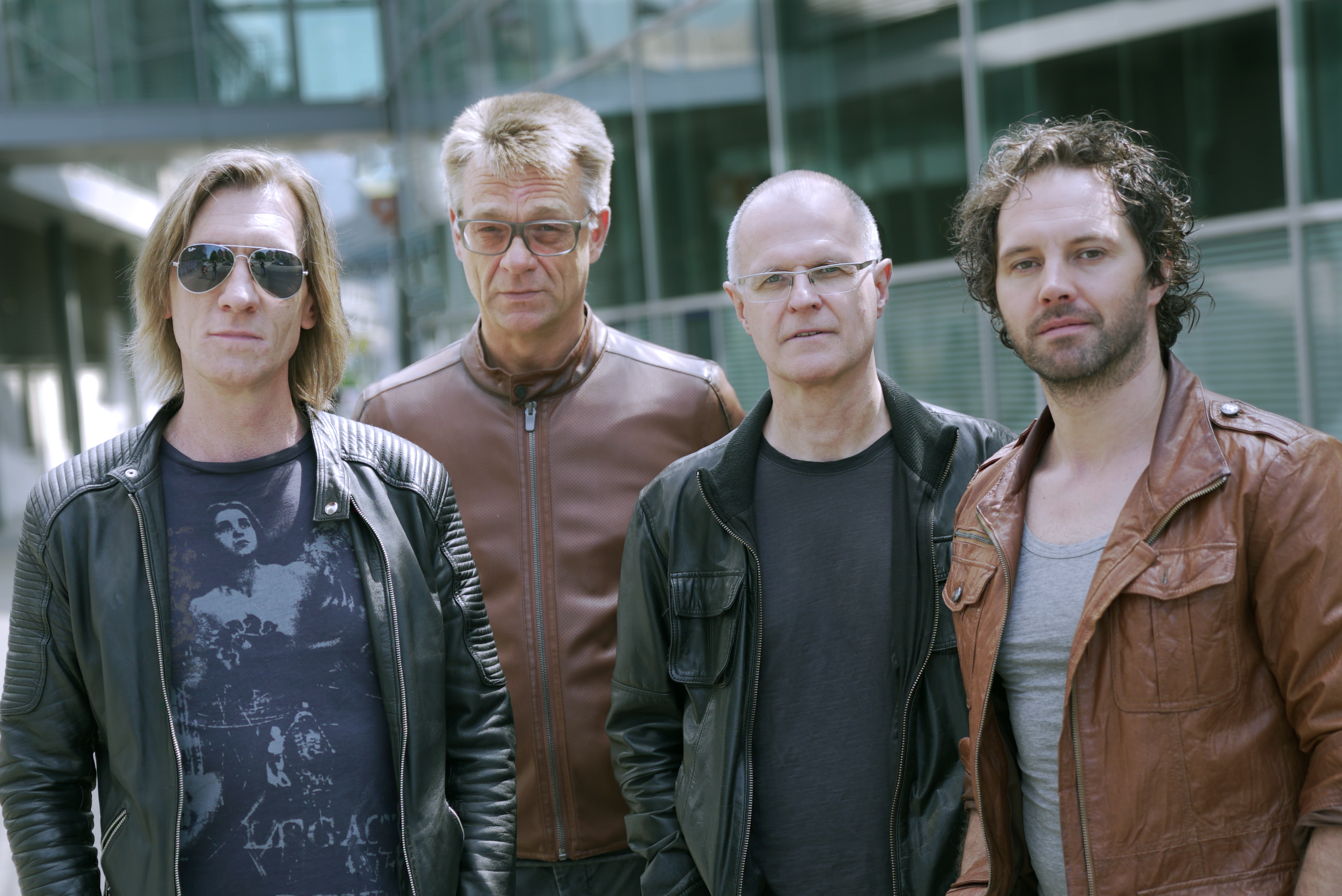
Matthias Ulmer (zweiter von rechts) mit seiner Band Anyone’s Daughter

Matthias Ulmer (* 27. September 1958 in Calw) ist ein deutscher Musiker, Keyboarder und Komponist. Er gehört zur Begleitband Verstärkung von Heinz Rudolf Kunze.

## Leben
Matthias Ulmer hatte ab seinem siebten Lebensjahr Klavierunterricht und mit zwölf seine erste Band. Nach dem Abitur entschied er, beruflich bei der Musik und seiner Band zu bleiben. Seine musikalischen Vorbilder sind Chick Corea, Deep Purple, Uriah Heep, Yes und Emerson, Lake & Palmer.
Ulmer ist Quereinsteiger bei Kunzes Verstärkung, er ist bei fast allen HRK-Alben und -Tourneen dabei. Zudem komponiert er, meistens für seine eigene Band Anyone’s Daughter sowie beim Lied K (Heinz Rudolf Kunze), bei diversen Kompositionen für Voxxclub oder The Ninth Wave (Blind Guardian). Er war auch als Filmkomponist für die ARD (Im Dschungel der Wolkenkratzer – Entdeckungsreise New York) tätig sowie als Orchester-Arrangeur und Studio-Keyboarder für Saxon, Blind Guardian, Helloween, Primal Fear und Pur. Mit Pur spielt er auch live.